# 스즈키 요시노리
스즈키 요시노리(일본어: 鈴木 義宜, 1992년 9월 11일 ~ )는 일본의 축구 선수이다.

## 구단 경력
그는 2015년부터 J리그의 오이타 트리니타, 시미즈 에스펄스에서 뛰었다.